# Te Deum (časopis)
Te Deum je český časopis vycházející z pozic katolického tradicionalismu. Poprvé vyšel v roce 2006. Vychází jako dvouměsíčník, část článků je zveřejňována na internetu. Jeho témata se dotýkají dění v křesťanském světě, katolické nauky, politiky, kultury, umění, výchovy apod. Šéfredaktorem je od počátku Martin R. Čejka. Významnými přispěvateli pak např. Michal Semín, Pavel Zahradník, Radomír Malý, kteří jsou i členy redakce. Do časopisu přispívá i slovenský myslitel Branislav Michalka.
Z hlediska ČBK časopis nemá církevní schválení a nesmí se nabízet na farách a v kostelích. Stejně tak církev odmítla jeho původní označení v podtitulu jako „katolický dvouměsíčník", neboť k označení jako katolický by musel mít schválení místního ordináře, které Te Deum postrádá. Kněžské bratrstvo svatého Pia X. jej naopak podporuje a jeho členové a příznivci do něj pravidelně přispívají. 

## Spor s Miloslavem Vlkem
Kardinál Miloslav Vlk se k časopisu vyjádřil na internetových stránkách a také v Katolickém týdeníku, kde říká, že „se jedná o tisk skupiny, která následuje – z církve papežem Pavlem VI. vyloučeného – arcibiskupa Marcela Lefebvra nebo jeho dnešního nástupce (rovněž schizmatického biskupa) Bernarda Fellaye“. Jedná se dle něj o skupinu lidí, kteří „neuznávají [...] papeže, kteří následovali po Piu XII. Pokládají je totiž za schizmatiky, či dokonce antikristy...“ Tím měl kardinál na mysli právě FSSPX.
Proti výrokům kardinála Vlka se redakce časopisu ohradila. V reakci uvádí na pravou míru nepravdivé informace o FSSPX, dále pak konstatuje, že „skupinu kolem časopisu Te Deum tvoří lidé s různými dílčími názory, které však spojuje láska k Církvi a zápal pro spásu nesmrtelných duší. Je pravdou, že někteří členové a spolupracovníci redakce plní svou nedělní povinnost v kaplích Kněžského bratrstva sv. Pia X., avšak toto je Římem dovoleno, nejednají tedy proti vůli Církve.“
Časopis sám se k FSSPX tedy oficiálně nehlásí a přes jasně vyslovenou nelibost kardinála Vlka má svůj okruh čtenářů a přispěvatelů, z nichž podstatná část se považuje za integrální katolické věřící. Otevřeně se k časopisu hlásí též někteří členové řádů, pro něž není kardinál Vlk v této věci autoritou.